# Tremolo
『tremolo』（トレモロ）は、小林太郎のメジャー1枚目のアルバム。

## 内容
メジャーデビュー以降、初のフルアルバム。アルバムタイトルの由来は小林曰く、「音を振幅させて小刻みにビブラートさせる「トレモロ」というエフェクターがギターにあるけど、そこから採った」とのこと。

## 批評
SANKEI EXPLESSの兼松康は「愛のうた」を「ツインボーカルの形態をとっているこの曲は、どこか懐かしい。やはり歌詞はいろいろと考えさせられる部分もあって、読んでいて面白い」と評した。

## 収録曲
全曲　作詞・作曲：小林太郎　編曲：小林太郎・宅見将典
1. frontier
2. 答えを消して行け
  - PVが制作された。
3. 艶花
4. 目眩
5. 饒舌 〜interlude〜
6. ナユタ
7. 輪舞曲
8. INDUSTRIAL LADY
9. 暁
10. 愛のうた
11. 星わたり